# Yebbibou
Yebbibou (aussi orthographié Yebbi Bou, Yébibou, Yebbi-Bou) est une oasis tchadienne du département d’Aouzou, située à environ 160 km à l'est-sud-est de Bardaï dans la province du Tibesti. Elle est peuplée de Toubous.
Le village comprend une importante palmeraie plantée au fond d'une vallée (oued). L'économie est entre autres basée sur la culture de la datte. Les maisons de la petite localité sont situées sur la rive latérale de cette vallée sèche pour se protéger des inondations sporadiques.
Yebbibou se trouve au centre des montagnes du Tibesti. Avant le redécoupage administratif du Tchad du 10 août 2018, Yebbibou était le siège d'une sous-préfecture du département tchadien du Tibesti oriental. Lors du recensement de 2009 l'ensemble de cette sous-préfecture ne comptait que 3.859 habitants.
La localité a été disputée en décembre 1986 lors de la guerre frontalière libyenne et tchadienne. D'après 1994, Yebbibou (avec Zouar) était le siège d'une brigade de la gendarmerie nationale tchadienne.